# Мадурці
Маду́рці (мадур. Orèng Mâdurâ, індонез. Suku Madura, яван. Wong Madura, Tijang Madura) — народ в Індонезії, який населяє острів Мадура та східні райони острова Ява.

## Розселення

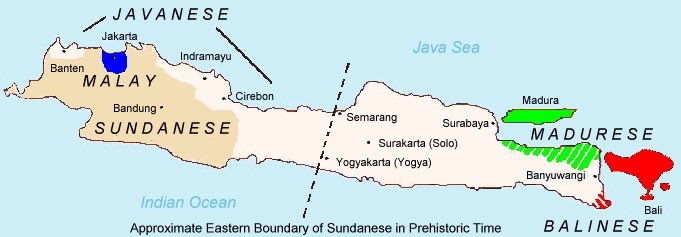
Основна територія проживання мадурців (зелений колір) на мовній карті острова Ява.

Мадурці є корінним населенням острова Мадура, але сьогодні більшість їх живе за межами острова, найбільше на північно-східному узбережжі сусіднього острова Ява. Багато мадурців живе також на сусідніх островах Бавеан, Сапуді (індонез. Pulau Sapudi), Кангеан (індонез. Kepulauan Kangean), а також на заході та півдні Калімантану. Окремі громади мадурців розселені по всій Індонезії.

## Чисельність
Чисельність мадурців в Індонезії за даними перепису населення 2010 року становила 7 179 356 осіб. Вони є четвертим за чисельністю народом країни, після яванців, сунданців та батаків, становлять 3,03 % населення.
Більшість живе в провінції Східна Ява (до її складу входить й острів Мадура) — 6 520 403 особи, де мадурці становлять 17,53 % населення. За її межами найбільші мадурські громади проживають у провінціях Західний Калімантан — 274 869 осіб (6,27 % населення), Джакарта — 79 925 осіб, Південний Калімантан — 53 002 особи, Східний Калімантан — 46 823 особи, Західна Ява — 43 001 особа, Центральний Калімантан — 42 668 осіб, Балі — 29 864 особи.

## Мова
Розмовляють мадурською мовою (власна назва Bhâsa Madhurâ), що належить до західно-австронезійських мов і є близькою до яванської та сунданської мов.
Має 2 основних діалекти: західний (памекасанський) та східний (суменепський). Східний діалект вважається високою або стандартною мадурською мовою. Банкаланський діалект, поширений в районі міста Сурабая, найбільше зазнав впливу індонезійської мови. Менш важливими є сампанзький (в центрі острова Мадура) та сапудійський (на однойменному острові) діалекти. Бавеанський та кангеанський діалекти часто вважаються окремими мовами.
Мадурська мова активно використовується на острові Мадура та східній Яві всіма віковими та соціальними групами населення. Користуються також індонезійською та яванською мовами.
Мадурська мова має власну писемність на основі латинської графіки, є словники, граматика, література, видаються газети, ведуться програми по радіо, на телебаченні. Мадурська мова викладається в початкових та середніх школах.
Рівень грамотності (індонезійською) — 40 %, серед банкаланів цей показник є вищим.

## Релігія
За релігією мадурці — мусульмани-суніти шафійського мазгабу. Більшість мадурців, як на Мадурі, так і в інших регіонах, вважають себе побожними мусульманами. Вони дотримуються більш консервативної форми ісламу, ніж на більшій частині Індонезії. Люди моляться п'ять разів на день, платять обов'язкову десятину (закат), постять в Рамадан, відзначають інші важливі ісламські свята, зокрема Мавлід та Ід аль-Фітр. Великою честю вважається здійснити паломництво до Мекки; не всі мадурці можуть дозволити собі таку подорож.
Водночас релігія мадурців є синкретичною. Сучасна мадурська культура є поєднанням індуїзму, буддизму та ісламу, їхня релігійна практика сильно забарвлена місцевими віруваннями та традиціями. Шамани та чаклуни досі діють серед мадурців, у більшості громад шанують місцевих та сімейних духів. З приводу важливих подій життєвого циклу проводять священні громадські бенкети (кендурі). Сини та дочки успадковують майно своїх батьків порівну, всупереч деяким тлумаченням ісламського закону. Мадурці практикують обрізання як чоловіків, так і жінок. Сучасний реформаторський рух Мухаммадія, який закликає індонезійських мусульман суворо дотримуватись Корану та припинити поклоніння предкам, має мало прихильників серед мадурців.

## Історія
Історія Мадури тісно пов'язана з історією Яви. В ранній період спільної доби на Мадурі поширився індуїзм, а потім буддизм. З XIV ст. мадурці входили до складу яванської індуїстської імперії Маджапагіт. Прихід ісламу в XVI ст. та розпад Маджапагіту спонукали мадурців до створення власної мусульманської держави. 1624 року Мадура знову потрапила під яванську владу, на цей раз ісламської держави Матарам. 1672 року мадурці повстали проти яванців і на короткий час здобули свободу, але вже 1680 року Матарам за допомоги Голландської Ост-Індійської компанії відновив владу над Мадурою.
Острів перебував у складі голландської колоніальної імперії до 1942 року, коли під час Другої світової війни його окупувала Японія. Багато мадурців брало участь у війні за незалежність, яку вели індонезійці в 1945 році проти голландських колонізаторів. У результаті реалізації урядом Індонезії програми трансміграції сотні тисяч людей з Яви, Балі та Мадури були переселені на менш населені острови архіпелагу. Колонії мадурців з'явилися по всій країні. Трансміграція відкрила значні економічні можливості для переселенців, але часто вони агресивно приймалися корінним населенням. Зокрема на Калімантані банди даяків вбили сотні мадурців, знищили їхнє майно, розграбували мадурські квартали в містах, намагаючись вигнати їх зі своєї країни.

## Господарство
Традиційними заняттями мадурців є скотарство й землеробство, на узбережжі — рибальство. Частина працює в промисловості й на торговельному флоті.
Мадура набагато сухіша за Яву й має бідні ґрунти. Кліматичні умови дозволяють збирати тут лише один урожай рису на рік. Тому мадурці традиційно зосереджують свою сільськогосподарську діяльність на тваринництві. Розводять велику рогату худобу, овець, менше коней, кіз. Тримають також домашню птицю. Значну частину м'яса, молока та інших продуктів тваринництва відправляють на Яву в обмін на зерно та інші харчові продукти. У внутрішніх районах Мадури розвинене пасовищне скотарство, в інших — стійлове тваринництво.
Землеробство (рис, кукурудза, бобові, маніок, гарбузи, кава, тютюн) розвинене переважно на Яві. На Яві поширені поливні поля (саваги) та плантації, а на Мадурі переважають суходільні поля (тегали).
Висока щільність населення обумовлює невеликий розмір земельних ділянок, тому багато мадурців змушено займатися торгівлею (переважно худобою) та ремеслами. Важливу роль відіграють також видобування солі, на узбережжі — рибальство, мореходство, будівництво човнів та невеличких суден. Останні прикрашають різьбленням. З ремесел поширені вичинка шкіри, плетіння, гончарство та ковальство. Багато людей їздить на заробітки.
Мадурські переселенці на Калімантані та інших островах Індонезії по можливості зберігають свій традиційний господарський комплекс.

## Суспільство
Мадурське суспільство засноване на білатеральних родинних зв'язках, діти належать до родинних груп як свого батька, так і матері. Основними одиницями суспільства є нуклеарна та розширена сім'ї.
Живуть селами, що складаються з 10-15 домогосподарств. Зазвичай це територіальні громади, які об'єднують сім'ї, не пов'язані між собою родинними зв'язками, вони лише мають ділянки землі в одному селі. У кожному селі є староста та своя релігійна громада.
Шляхетна верства серед мадурців щезла протягом кількох століть іноземного панування. Існують офіційні лідери, які займають керівні посади в органах управління, а також неформальні лідери, переважно з числа мусульманського духовенства. Виділились великі землевласники та власники великих стад худоби. Авторитет лідерів залежить від їхньої здатності завоювати повагу людей. Як правило, офіційні лідери користуються меншою повагою, ніж неформальні. Зазвичай найшанованішою людиною в громаді є кіяй (мусульманський релігійний учитель). Кіяй виховує дітей, дає поради та настанови дорослим.
Весілля проводять за давніми мадурськими традиціями, але в церемонії бере участь кіяй. Батьки нареченого приходять свататись і приносять подарунки. Якщо батьки нареченої приймають ці подарунки, це означає згоду; призначають викуп за молоду, до складу якого зазвичай входить худоба. Батьки нареченого призначають дату весілля. В ідеалі молода пара має жити в новій хаті, але мало хто з молодят може собі дозволити жити самостійно. Тому кілька років вони живуть у сім'ї батьків дружини, поки не назбирають кошти на будівництво або купівлю власного житла. Одна з дочок постійно живе з батьками й піклується про них у старості; коли вони помирають, вона успадковує батьківську хату. Ще до смерті батьки передають дітям частину свого майна, включаючи землю та худобу. Після смерті діти отримують рівні частки решти майна. У випадку розлучення майно ділиться порівну між чоловіком та дружиною.
За ісламським законодавством чоловікам дозволяється мати кількох дружин, але через брак фінансових можливостей це трапляється рідко; таке можуть собі дозволити лише сільські старости чи інші лідери.

## Побут
Переважна більшість мадурців, що мешкають у Мадурі, живуть невеличкими селами, які складаються з 5-15 хуторів. Хутори розкидані серед сільськогосподарських угідь, що належать сільській громаді. Іноді села розташовані вздовж дороги й мають лінійне планування. Хати перемежовуються із загонами для худоби.
Мадурські хати стоять на коротких палях, мають каркас із бамбука, веранду, дах криють пальмовим листям, очеретом або черепицею.
Чоловіки носять штани, зверху вдягають каїн або широку хустку, сорочку з широкими рукавами та глухим стоячим коміром або з розгорненими полами куртку, на голові — хустку. Жінки вдягають довгі темно-сині або строкаті ситцеві кофтини, саронг, ручні та ножні браслети.
В їжі переважають кукурудза та м'ясо.

## Традиції

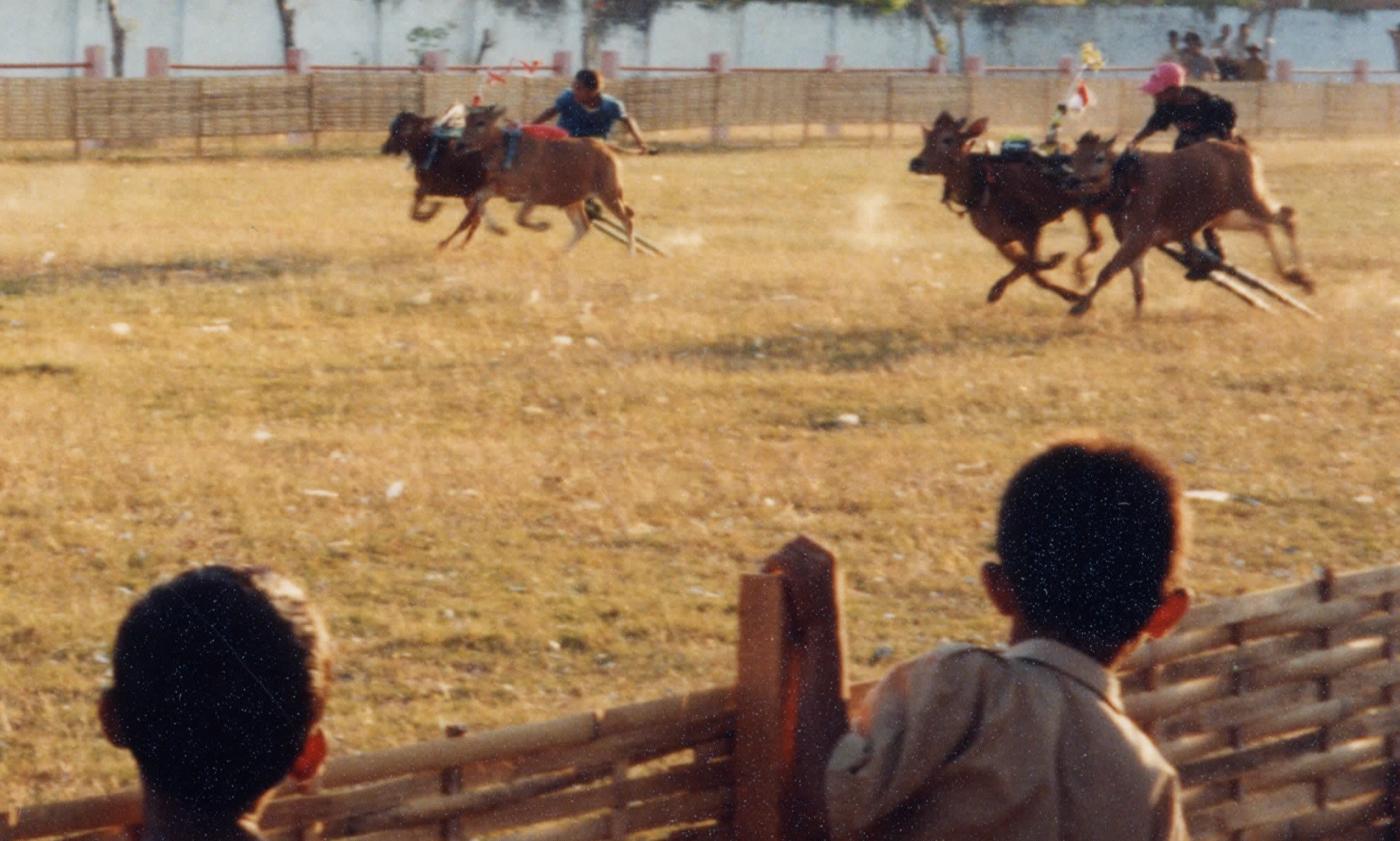
Перегони на биках (Суменеп, Мадура, 1999.

По всій Індонезії мадурці відомі своєю практикою чарок (кровної помсти). Головними причинами її виникнення є перелюб, крадіжка великої рогатої худоби, публічне приниження. Існує загальноприйнята процедура, коли месник потай нападає ззаду на зловмисника з традиційним серпоподібним кинджалом. Як правило, такий напад буває смертельним. Випадки чароку зазвичай призводять до масштабної сварки між сім'ями або навіть селами, яка може тривати поколіннями. Щоб припинити цей ланцюг убивств, звертаються до кіяя. Той намагається залагодити справу як на світському, так і надприродному рівнях.
Ще однією відомою мадурською традицією є перегони на биках (карапан-сапі). Учасники змагань навіть використовують чаклунство та магію, щоб отримати перевагу над своїми суперниками.
Весільний бенкет (сламетан) супроводжується виставами традиційного театру ваянг і танцями.